# Cutleriales
Ordre
Les Cutleriales sont un ordre d’algues de la classe des Phaeophyceae.

## Liste des familles
AlgaeBase (21 juillet 2017) ne reconnaît plus cet ordre et range son unique famille dans l'ordre des Tilopteridales.
Selon ITIS (25 août 2017) et World Register of Marine Species (25 août 2017) :
- famille des Cutleriaceae Griffith & Henfrey, 1856